# Richard W. Haines
Richard W. Haines (Contea di Westchester, 1957) è un regista, sceneggiatore, attore e produttore cinematografico statunitense, nonché montatore.

## Biografia
È stato lanciato dalla Troma, la celebre casa di produzione indipendente, per la quale ha diretto nel 1986, insieme a Lloyd Kaufman e Michael Herz, Class of Nuke 'Em High. Ha inoltre montato il più grande successo della Troma, ovvero The Toxic Avenger (1985). In veste di regista ha diretto sette film.

## Filmografia

### Regista
- Splatter University (1984)
- Class of Nuke 'Em High (co-regia con Lloyd Kaufman e Michael Herz) (1986)
- Alien Space Avenger (1989)
- Head Games (1994)
- Run for Cover (1995)
- Unsavory Characters (2001)
- Soft Money (2005)

### Montatore
- Stuck on You! di Lloyd Kaufman e Michael Herz (1983)
- Splatter University (1984)
- The Toxic Avenger di Lloyd Kaufman e Michael Herz (1985)
- Class of Nuke 'Em High (1986)
- Alien Space Avenger (1989)
- Head Games (1994)
- Run for Cover (1995)
- Unsavory Characters (2001)
- Soft Money (2005)